# هيلدا بنيامين

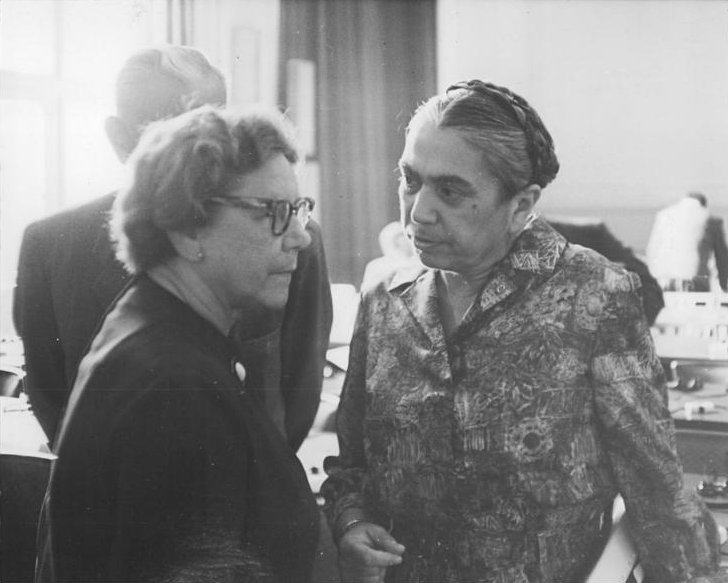
هيلدا بنيامين (في يمين الصورة) خلال محاكمة 1963 غيابياً لهانس غلوبك

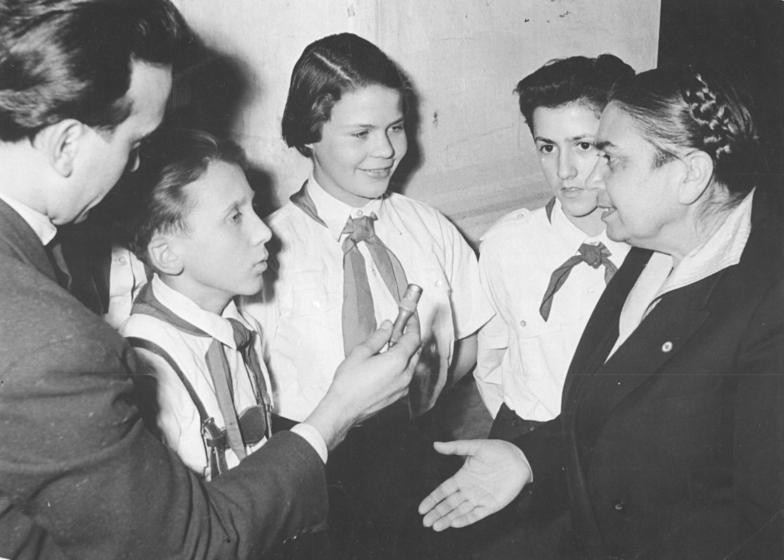
بنيامين (في يمين الصورة) تتحدث إلى المشاركين في Jugendweihe في عام 1958.

هيلدا بنيامين (بالألمانية: Hilde Benjamin)‏ (المولودة باسم لانج ، 5 فبراير 1902 - 18 أبريل 1989) هي قاضية ووزيرة عدل سابقة في ألمانيا الشرقية . ترأست سلسلة من المحاكمات الاستعراضية السياسية خلال فترة الخمسينيات. عرفت بدعمها للاضطهاد بدوافع سياسية لإرنا دورن وإرنست جينريش .   تم تشبيهها بالقاضي النازي رولاند فريسلر ، لقبت ب: «ريد فريزلر». قال عنها الرئيس الألماني رومان هيرزوغ في خطاب ألقاه في عام 1994، أنها رمز للظلم، مشيرا إلى أن اسمها يتعارض مع الدستور الألماني وسيادة القانون .  

## روابط خارجية
- هيلدا بنيامين على موقع مونزينجر (الألمانية)

- فيمبيوجرافي: هيلدا بنيامين (بالألمانية)

- السيرة الذاتية: هيلدا بنيامين (بالألمانية)

- السيرة الذاتية على www.ddr-im-www.de (بالألمانية)